# Listă de regizori de film - H
|  | Liste alfabetice de regizori de film A - B - C - D - E - F - G - H - I - J - K - L - M - N - O - P - Q - R - S - T - U - V - W - X - Y - Z |

| - Taylor Hackford - Rolf Hädrich (1931 - 2000) - Petra Haffter (* 1953) - Piers Haggard - Theodor Halacu-Nicon (* 1970) - Lasse Hallström (* 1946) - Bent Hamer - Michael Haneke (* 1942) - Curtis Hanson (* 1945) - Veit Harlan (1899 - 1964) - Renny Harlin - Karl Hartl (1899 - 1978) - Hal Hartley (* 1959) - Henry Hathaway (1898 - 1985) - Reinhard Hauff (* 1939) - Leander Haußmann (* 1959) | - Howard Hawks (1896 - 1977) - Todd Haynes - Thomas Heise (* 1955) - Brian Helgeland - Martin Hellberg (1905 - 1999) - Monte Hellman (* 1932) - Hanna Henning (1884 - 1925) - Michael Herbig (* 1968) - Helmut Herbst (* 1934) - John Herzfeld - Werner Herzog (* 1942) - George Roy Hill (1922 - 2002) - Walter Hill (* 1942) - Arthur Hiller (* 1923) - Oliver Hirschbiegel - Alfred Hitchcock (1899 - 1980) | - Christian Holzner (* 1970) - Werner Hochbaum - Kurt Hoffmann (1910 - 2001) - Nico Hofmann (* 1959) - Agnieszka Holland (* 1948) - James P. Hogan (1890 - 1943) - Dennis Hopper (* 1936) - Hsiao-Hsien Hou - Karin Howard - Ron Howard - Howard Hughes (1905 - 1976) - John Hughes - Hermine Huntgeburth (* 1957) - John Huston (1906 - 1987) - Brian G. Hutton |